# 2022年ブリュッセルNATO首脳会合
2022年ブリュッセルNATO首脳会合（2022ねんブリュッセルNATOしゅのうかいごう）は、2022年3月24日にベルギーのブリュッセルで開かれたNATO首脳会合である。2022年ロシアのウクライナ侵攻の勃発をきっかけとして開催された。
当日、NATOの主催によりG7の会合が開かれ、ウクライナの大統領ウォロディミル・ゼレンスキーはオンライン形式で出席し、首脳会合で演説を行い、NATOや加盟国に対して、航空機や戦車、装甲戦闘車両などの兵器をウクライナに供給し、ウクライナにおける爆撃を防ぐための飛行禁止区域を設立するように求めた。
首脳会合において、一部の加盟国が軍事支出の増加を約束し、また、NATO事務総長のイェンス・ストルテンベルグの任期を2023年9月まで1年間延長することが決定された。
首脳会合の後に、首脳は共同声明を発表し、ロシアによる民間人への攻撃を非難し、1週間前に国際司法裁判所が命じた通り、ロシアに対して、ウクライナにおける軍事作戦の即時停止を求めた。

## 出席した加盟国の首脳とその他の要人
- アルバニア – Prime Minister Edi Rama
- ベルギー – Prime Minister Alexander De Croo
- ブルガリア – President Rumen Radev
- カナダ – Prime Minister ジャスティン・トルドー
- クロアチア – President Zoran Milanović
- チェコ – Prime Minister Petr Fiala
- デンマーク – Prime Minister Mette Frederiksen
- エストニア – Prime Minister Kaja Kallas
- フランス – President エマニュエル・マクロン
- ドイツ – Chancellor オーラフ・ショルツ
- ギリシャ – Prime Minister Kyriakos Mitsotakis
- ハンガリー – Prime Minister ヴィクトール・オルバン
- アイスランド – Prime Minister Katrín Jakobsdóttir
- イタリア – Prime Minister Mario Draghi
- 日本 – Prime Minister 岸田文雄
- ラトビア – President Egils Levits
- リトアニア – President Gitanas Nausėda
- ルクセンブルク – Prime Minister Xavier Bettel
- モンテネグロ – President Milo Đukanović
- オランダ – Prime Minister マーク・ルッテ
- 北マケドニア共和国 – Prime Minister Dimitar Kovačevski
- ノルウェー – Prime Minister Jonas Gahr Støre
- ポーランド – President Andrzej Duda
- ポルトガル – Prime Minister António Costa
- ルーマニア – President Klaus Iohannis
- スロバキア – President Zuzana Čaputová
- スロベニア – Prime Minister Janez Janša
- スペイン – Prime Minister Pedro Sánchez
- トルコ – President レシップ・タイイップ・エルドアン
- ウクライナ – President ヴォロディミール・ゼレンスキー (video address)
- イギリス – Prime Minister ボリス・ジョンソン
- アメリカ – President ジョー・バイデン
- NATO – Secretary General イェンス・ストルテンベルク
- 欧州連合 - Commission President ウルズラ・フォン・デア・ライエン